# Aga Wojtasik
Aga Wojtasik (Bialystok, Polonia; 30 de agosto de 1997) es una modelo y diseñadora polaca. Como modelo ha trabajado en pasarelas para marcas como Comme des Garçons, Armani, Dolce & Gabbana, French Connection, Calvin Klein, Givenchy y Balenciaga.
Wojtasik ocupa actualmente el puesto #30 en models.com Top 50.